# 楊兆升
楊兆升（16世紀—1645年），字寧侯，号升之，直隸常州府武進縣人，明朝、南明政治人物。

## 生平
天啓元年（1612年），楊兆升中式辛酉科應天鄉試，天啟二年（1622年）聯捷壬戌科進士，初授浙江蘭谿縣知縣，天啟四年（1624年）丁父艱，服闋，天啟七年（1627年）補桐乡县知縣，崇祯元年（1628年）調知烏程縣，任內為政寬厚、開化人民，所到地方都有聲譽。
崇禎四年（1631）以治行最，徵拜南京禮科給事中，居南垣五載，与同邑秉政鉅公不協，因病乞假歸鄉。
安宗時，起為户科給事中，陞太常少卿兼都給事中，奉命考核南直隸駐守武官，凡經兵部督撫的不才者，以及經其他衙門濫授官者都削官為民，不法者查明究治。之後調任戶科，隨即連續彈劾錢元愨、萬元吉、張捷推薦逆臣，不跟從聽察。時阮大铖发起“順逆案”，原北京降順官員被廢锢捕殺，支持此議的禮部右侍郎管紹寧与楊兆升被恨入骨。
弘光元年（清順治二年，1645年）五月，南京淪陷，楊兆升歸鄉，原中書舍人宗灏北逃降清，并随清軍南下，出任常州府知府，立即推行“薙髪令”，閏六月二十九日，逮捕管紹寧与楊兆升二人全家，将其全部屠杀。杨兆升臨刑時依然不屈服，說：「存此數莖白髮，下見先帝九京，有餘榮焉，與薙髮苟活者所得孰多？」最終被打死。他的妾侍姚氏入官，出家矢志為尼。